# 4 tháng 11
Ngày 4 tháng 11 là ngày thứ 308 (309 trong năm nhuận) trong lịch Gregory. Còn 57 ngày trong năm.

## Sự kiện
- 1952 – Chính phủ liên bang Hoa Kỳ thiết lập Cơ quan An ninh Quốc gia, hay NSA.
- 1956 – Quân đội Liên Xô tiến vào Hungary để chấm dứt cuộc cách mạng Hungary.
- 1964 – Phan Khắc Sửu lên làm quốc trưởng Việt Nam Cộng hòa.
- 1970 – Salvador Allende nhậm chức Tổng thống Chile, người Marxist đầu tiên trở thành tổng thống tại một quốc gia Mỹ Latinh thống qua bầu cử mở.
- 1979 – Khủng hoảng con tin Iran[1], sinh viên Hồi giáo Iran tấn công sứ quán Hoa Kỳ ở Tehran bắt 60 nhân viên sứ quán làm con tin.
- 1995 – Thủ tướng Israel Yitzhak Rabin bị ám sát trong khi tham dự một cuộc vận động quần chúng tại thành phố Tel Aviv.
- 2002 – Tại Phnôm Pênh, Trung Quốc và các nước thành viên ASEAN ký kết Tuyên bố về ứng xử các bên ở Biển Đông.
- 2008 – Barack Obama giành thắng lợi trước John McCain trong kỳ Bầu cử tổng thống Hoa Kỳ, trở thành người Mỹ gốc Phi đầu tiên thắng cử chức vụ này.

## Sinh
- 1787 – Edmund Kean, diễn viên người Anh (m. 1833)[2]
- 1887 – Zmicier Žylunovič, nhà văn, nhà báo Belarus (m. 1937)
- 1930 – Thanh Hải, nhà thơ Việt Nam (m. 1980)
- 1950 – Duy Quang, ca sĩ người Việt (m. 2012).
- 1972 – Luís Figo, cầu thủ bóng đá Bồ Đào Nha.
- 1977 – So Ji Sub, diễn viên Hàn Quốc.
- 1981 – Khánh Phương, ca sĩ người Việt Nam
- 1983 - 
  - Lưu Hương Giang, nữ ca sĩ người Việt Nam
  - Khánh Ngọc, ca sĩ người Việt Nam
- 1987 – T.O.P, ca sĩ, diễn viên, rapper người Hàn Quốc, cựu thành viên nhóm nhạc Big Bang.

## Mất
- 1995 – Yitzhak Rabin, thủ tướng Israel, bị một tên cuồng tín cực hữu Do Thái bắn chết trong một cuộc vận động hòa bình.
- 2016 – Út Bạch Lan, Nghệ sĩ Nhân dân Việt Nam (s. 1935).